# Joy Bryantová
Joy Bryantová (* 18. říjen 1974, New York, USA) je americká herečka a bývalá modelka.

## Počátky
Narodila se a vyrůstala v New Yorku, kde také studovala. Kromě toho studovala také v Connecticutu a dostala možnost studovat na prestižní univerzitě Yale. Svou kariéru odstartovala nejprve jako modelka, pracovala mimo jiné v Paříži.

## Kariéra
Před kamerou se poprvé objevila v roce 2001, a to konkrétně v televizním filmu Carmen: hip-hopera. Následně se objevovala především v celovečerních filmech. Vzestup její kariéry přinesl film Příběh Antwona Fishera, kde hlavní roli obsadil a film režíroval Denzel Washington. Vidět jsme jí dále mohli ve filmech Showtime, Spider-Man 2, Bobby nebo Vítej doma. Zahrála si také v seriálu Pohotovost.

## Ocenění
V roce 2006 získala spolu s dalšími herci, kteří obsadili role ve filmu Bobby, cenu Hollywood Film Award a o rok později SAG Award.
Nominována dále byla také dvakrát na Black Reel Award a jednou na Young Hollywood Award.

## Osobní život
Od roku 2008 je jejím manželem Dave Pope.

## Filmografie

### Film
| Rok  | Název                  | Role               | Poznámky |
| ---- | ---------------------- | ------------------ | -------- |
| 2001 | Carmen: hip-hopera     | Nikki              |          |
| 2002 | Kite                   | Shanova matka      |          |
| 2002 | Showtime               | Lexi               |          |
| 2002 | Příběh Antwona Fishera | Cheryl Smolley     |          |
| 2003 | Baadasssss!            | Priscilla          |          |
| 2003 | Honey                  | Gina               |          |
| 2004 | Divoká posedlost       | Rita Caswell       |          |
| 2004 | Spider-Man 2           | Žena na internetu  |          |
| 2004 | Ztracený ráj           | Sheila             |          |
| 2005 | Klíč                   | Jill Dupay         |          |
| 2005 | London                 | Mallory            |          |
| 2005 | Zbohatni nebo chcípni  | Charlene           |          |
| 2006 | Bobby                  | Patricia           |          |
| 2007 | Lovci stínů            | Duckova přítelkyně |          |
| 2008 | Vítej doma             | Bianca Kittles     |          |
| 2011 | The Chicken Shack      | Alicia             |          |
| 2012 | Naboř a ujeď           | Neve Tatum         |          |
| 2014 | Ohledně minulé noci    | Debbie Sullivan    |          |

### Televize
| Rok       | Název                | Role                  | Poznámky                 |
| --------- | -------------------- | --------------------- | ------------------------ |
| 2003–04   | Pohotovost           | Valerie Gallant       | 3 díly                   |
| 2008      | Vincentův svět       | Samu sebe             | díl: „Hra s ohněm“       |
| 2010–15   | Famílie              | Jasmine Trussell      | hlavní role, 103 dílů    |
| 2011      | Láska bolí           | Angie                 | 2 díly                   |
| 2016      | Vražedné Miami       | Dr. Erica Kincaid     | 7 dílů                   |
| 2015      | The Advocate         | Dr. Ryan Clarke       | TV film                  |
| 2016      | Good Girls Revolt    | Eleanor Holmes Norton | 10 dílů                  |
| 2017      | What Would Diplo Do? | Chandra               | díl: „Screwged“          |
| 2017      | Girls                | Marlowe               | díl: „Hostage Situation“ |
| 2018      | Hráči                | Jayda Crawford        | 6 dílů                   |
| 2019–2020 | Maličkosti           | Lori Foster           | 9 dílů                   |
| 2020–2021 | Právník na doživotí  | Marie Wallace         | 23 dílů                  |
| 2022      | Cherish the Day      | Sunday                | díl: „Episode #2.1“      |